# Campionati europei di bob 2018
I Campionati europei di bob 2018, cinquantaduesima edizione della manifestazione organizzata dalla Federazione Internazionale di Bob e Skeleton, si sono tenuti il 16 e il 17 dicembre 2017 a Igls, in Austria, sulla Olympia Eiskanal Innsbruck, il tracciato sul quale si svolsero le competizioni del bob e dello slittino ai Giochi di Innsbruck 1976 e le rassegne continentali bobbistiche del 1978, del 1981, del 1984, del 1986, del 1990, del 1998 (solo nelle specialità maschili), del 2010 e del 2013 (anche in quella femminile). Nella località tirolese si erano tuttavia già tenute le gare di slittino e di bob ai Giochi di Innsbruck 1964 e le manifestazioni europee del 1967 (in entrambe le specialità maschili) e del 1971 (solo nel bob a quattro) ma sul vecchio tracciato non più utilizzato dal 1973, allorché venne costruita la pista odierna. Igls ha quindi ospitato le competizioni continentali per la decima volta nel bob a due uomini, per l'undicesima nel bob a quattro e per la terza nel bob a due donne. Anche questa edizione si è svolta con la modalità della "gara nella gara", contestualmente alla quinta tappa della Coppa del Mondo 2017/2018 e ai campionati europei di skeleton 2018.
Il 16 gennaio 2019 la IBSF confermò le sanzioni inflitte ad Aleksandr Kas'janov, Il'vir Chuzin e Aleksej Puškarëv in seguito alla vicenda doping emersa dopo le olimpiadi di Soči 2014, sospendendoli sino al 12 dicembre 2020 e escludendoli da tutti i risultati ufficiali ottenuti dal 14 febbraio 2014 sino a quella data, pertanto essi sono stati squalificati da tutti gli eventi a cui hanno preso parte in questa rassegna iridata.

## Risultati

### Bob a due uomini
La gara si è disputata il 16 dicembre 2017 nell'arco di due manches ed hanno preso parte alla competizione 20 compagini in rappresentanza di 11 differenti nazioni.
| Pos. | Atleti                              | Nazione   | Tempo   | Distacco |
| ---- | ----------------------------------- | --------- | ------- | -------- |
|      | Francesco Friedrich Thorsten Margis | Germania  | 1:43.71 |          |
|      | Clemens Bracher Michael Kuonen      | Svizzera  | 1:44.11 | +0.40    |
|      | Johannes Lochner Joshua Bluhm       | Germania  | 1:44.16 | +0.45    |
| 4    | Oskars Ķibermanis Matīss Miknis     | Lettonia  | 1:44.27 | +0.56    |
| 5    | Oskars Melbārdis Daumants Dreiškens | Lettonia  | 1:44.29 | +0.58    |
| 6    | Benjamin Maier Markus Sammer        | Austria   | 1:44.44 | +0.73    |
| 7    | Nico Walther Christian Poser        | Germania  | 1:44.49 | +0.78    |
| 8    | Dominik Dvořák Jakub Nosek          | Rep. Ceca | 1:44.50 | +0.79    |
| 9    | Romain Heinrich Lionel Lefèbvre     | Francia   | 1:44.67 | +0.96    |
| 10   | Rico Peter Thomas Amrhein           | Svizzera  | 1:44.70 | +0.99    |

### Bob a quattro uomini
La gara si è disputata il 17 dicembre 2017 nell'arco di due manches ed hanno preso parte alla competizione 19 compagini in rappresentanza di 11 differenti nazioni.
| Pos. | Atleti                                                           | Nazione       | Tempo   | Distacco |
| ---- | ---------------------------------------------------------------- | ------------- | ------- | -------- |
|      | Johannes Lochner Marc Rademacher Joshua Bluhm Christian Rasp     | Germania      | 1:42.45 |          |
|      | Francesco Friedrich Candy Bauer Martin Grothkopp Thorsten Margis | Germania      | 1:42.65 | +0.20    |
|      | Oskars Melbārdis Daumants Dreiškens Helvijs Lūsis Jānis Strenga  | Lettonia      | 1:42.85 | +0.40    |
| 4    | Nico Walther Kevin Kuske Christian Poser Eric Franke             | Germania      | 1:42.92 | +0.47    |
| 5    | Aleksej Stul'nev Kirill Antuch Il'ja Malych Roman Košelev        | Russia        | 1:42.94 | +0.49    |
| 6    | Oskars Ķibermanis Jānis Jansons Matīss Miknis Raivis Zīrups      | Lettonia      | 1:42.96 | +0.51    |
| 7    | Benjamin Maier Kilian Walch Markus Sammer Dănuț Ion Moldovan     | Austria       | 1:43.02 | +0.57    |
| 8    | Rico Peter Fabio Badraun Simon Friedli Thomas Amrhein            | Svizzera      | 1:43.18 | +0.73    |
| 9    | Maksim Andrianov Jurij Selichov Ruslan Samitov Michail Mordasov  | Russia        | 1:43.28 | +0.83    |
| 10   | Brad Hall Nick Gleeson Andrew Matthews Greg Cackett              | Gran Bretagna | 1:43.29 | +0.84    |

### Bob a due donne
La gara si è disputata il 16 dicembre 2017 nell'arco di due manches ed hanno preso parte alla competizione 12 compagini in rappresentanza di 7 differenti nazioni.
| Pos. | Atlete                                    | Nazione     | Tempo   | Distacco |
| ---- | ----------------------------------------- | ----------- | ------- | -------- |
|      | Stephanie Schneider Annika Drazek         | Germania    | 1:46.28 |          |
|      | Mariama Jamanka Lisa-Marie Buckwitz       | Germania    | 1:46.65 | +0.37    |
|      | Anna Köhler Ann-Christin Strack           | Germania    | 1:47.03 | +0.75    |
| 4    | Mica McNeill Mica Moore                   | Regno Unito | 1:47.73 | +1.45    |
| 5    | Aleksandra Rodionova Anastasija Kočeržova | Russia      | 1:47.89 | +1.61    |
| 6    | Katrin Beierl Jennifer Onasanya           | Austria     | 1:47.91 | +1.63    |
| 7    | Nadežda Sergeeva Julija Belomestnych      | Russia      | 1:48.01 | +1.73    |
| 8    | Christina Hengster Valerie Kleiser        | Austria     | 1:48.10 | +1.82    |
| 9    | Sabina Hafner Eveline Rebsamen            | Svizzera    | 1:48.12 | +1.84    |
| 10   | Andreea Grecu Beatrice Puiu               | Romania     | 1:48.17 | +1.89    |

## Medagliere
| Posizione | Paese    | Oro | Argento | Bronzo | Totale |
| --------- | -------- | --- | ------- | ------ | ------ |
| 1         | Germania | 3   | 2       | 2      | 7      |
| 2         | Svizzera | 0   | 1       | 0      | 1      |
| 3         | Lettonia | 0   | 0       | 1      | 1      |
| Totale    | Totale   | 3   | 3       | 3      | 9      |